# アトランティック県
アトランティック県（アトランティックけん、フランス語: Département de l'Atlantique、大西洋県の意味）はベナン南部の県。県都はアラダ、最大都市はゴドメ。
2013年の人口は139万8,229人で、国内では最も多い。面積は3,233km2、人口密度は433人/km2。

## 地理
- 北：ズー県
- 東：ウェメ県
- 南東：リトラル県 (ベナン)
- 南：ベニン湾
- 西：モノ県
- 北西：クッフォ県

## 歴史
独立時の6州のひとつ。当時の州都はコトヌーであった。1999年1月15日に県へ改編されると共に、南東の沿岸部（コトヌー周辺）がリトラル県として分離した。
2016年7月7日に県庁所在地がウィダーからアラダへ変更された。

## コミューン
8つのコミューン（基礎自治体）から成り立つ。

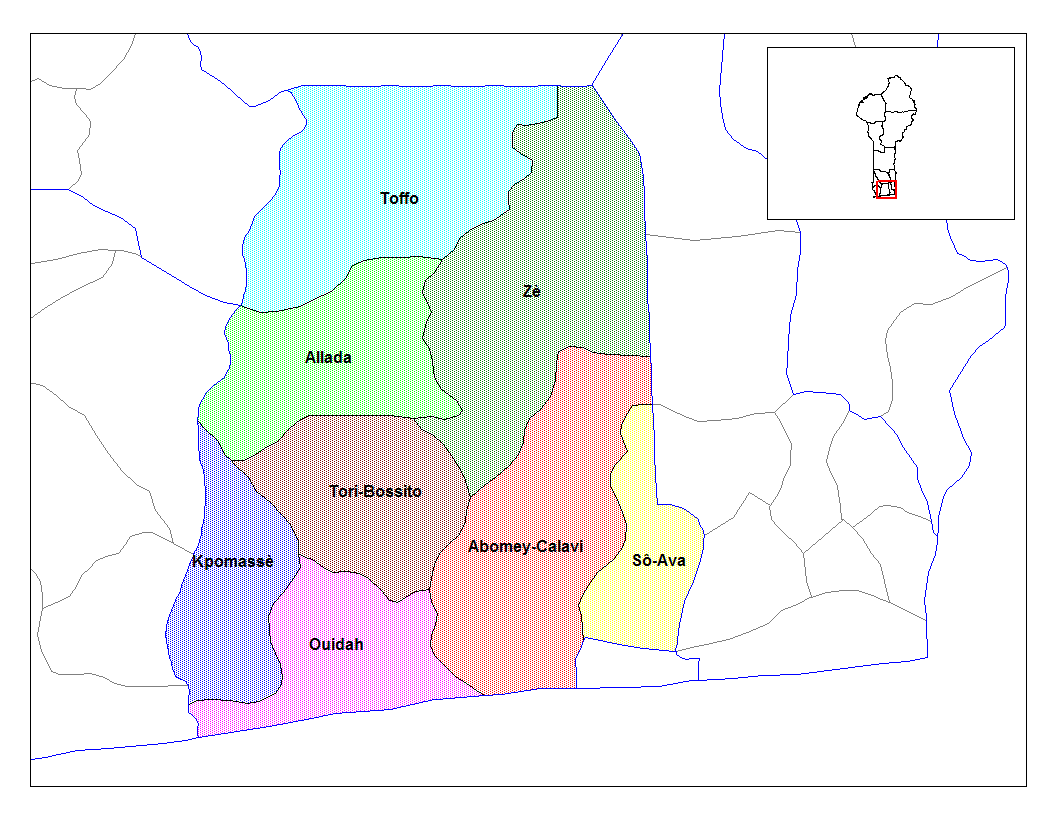
アトランティック県内の自治体

- アボメ＝カラヴィ（フランス語版） (Abomey-Calavi)
- アラダ (Allada)
- クポマッセ（フランス語版） (Kpomassè)
- ウィダー (Ouidah)
- ソー＝アヴァ（フランス語版） (Sô-Ava)
- トフォ（フランス語版） (Toffo)
- トリ＝ボシト（フランス語版） (Tori-Bossito)
- ゼ（フランス語版） (Zè)